# Ospedale San Nicolás de Bari
L'Ospedale San Nicolás de Bari è un ospedale storico, oggi in rovina, riconosciuto dall'UNESCO per essere stato il più antico ospedale costruito nelle Americhe.
La costruzione iniziò nel 1503 a Santo Domingo, Republica Domenicana, per volontà del governatore Nicolás de Ovando, che pure intitolò l'ospedale con il santo col suo nome. Questo grande progetto intendeva probabilmente emulare le corti principesche europee e guardava all'Italia rinascimentale come fonte d'ispirazione. Al momento del suo completamento i reparti potevano ospitare fino a 70 pazienti, numero paragonabile ai più avanzati ospedali ecclesiastici di Roma. È possibile che il modello ispiratore dell'Hospital de San Nicolás fosse il grande Ospedale di Santo Spirito in Sassia a Roma. Il complesso fa parte della Città coloniale del Santo Domingo World Heritage Site.

## Storia
L'ospedale iniziò ad essere operativo nel 1522 e rimase in servizio fino alla metà del XVIII secolo.
Il complesso occupava la maggior parte dell'isolato e venne costruito su due piani con pianta a crociera. Ognuno degli angoli comprendeva un cortile che forniva luce, ventilazione e spazi aperti verso le varie strutture dell'ospedale. La struttura, costruita in linea con gli ospedali europei contemporanei dell'epoca, era formata da tre navate: quella centrale era adibita al culto, mentre le due navate laterali ospitavano i malati. In questo modo, i pazienti erano letteralmente a pochi passi dal santuario e dalla cappella situata al suo centro. C'era inoltre anche una cappella privata, in un luogo separato, ora incorporata all'adiacente moderna Basílica Catedral Nuestra Señora de la Altagracia del XX secolo; questo nonostante l'ospedale fosse l'iniziativa di un'associazione di benefattori e non di un ordine monastico.
Nel 1908, ormai in rovina dato che parte della sua facciata era già crollata, l'ospedale mostrava un connubio di elementi gotici e rinascimentali, con diverse influenze notevoli Mudéjar, come tipicamente erano gli edifici del XVI secolo a Santo Domingo. Ad esempio, gli archi interni, a sostegno di volte a crociera in stile gotico, erano a sesto acuto al secondo piano ma a botte al piano terra. L'innovativo progetto dell'ospedale San Nicolás de Bari servì come modello per altri ospedali nell'America spagnola, in particolare l'ospedale della Concepción fondato in Messico da Hernando Cortés nel 1524.
Come riconoscimento della supremazia nelle Americhe rappresentata dall'Hospital San Nicolás de Bari, il 28 gennaio 2021 con l'intenzione di rinforzare gli aspetti storici e culturali associati alla ricca storia della medicina rappresentata nella Repubblica Dominicana, si è formato lo "Standing Committee on Cultural Center and Pan American Museum of Medical Sciences" (MPCM), un progetto guidato dalla National University Pedro Henríquez Ureña e dall'ufficio del sindaco di Santo Domingo. 
Il progetto cerca di creare sinergie interdisciplinari pan-americane per promuovere lo sviluppo development di questo importante progetto storico-culturale, creando così un museo permanente negli spazi associati alle rovine dell'Ospedale Nicolás de Bari, e da lì promuovendo mostre permanenti e temporanee e scambi tra le culture che compongono le Americhe. La segreteria provvisoria è a capo del responsabile del personale presso il Center for High Humanistic and Spanish Language Studies, associato allo UNPHU, che opera nella storica Casa dei Gesuiti, ex sede dell'Università Pontificale di Santiago de la Paz e Gorgón. Il dottor Amado Alejandro Báez è stato nominato coordinatore e Yovanny Céspedes manager e segretario.